# 上野直樹
上野 直樹（うえの なおき、1950年 - 2015年）は、日本の認知科学者。1978（昭和53年）から国立教育研究所（現在の国立教育政策研究所）で研究活動を展開した後、2003年（平成15年）からは武蔵工業大学（現在の東京都市大学）にて後進の指導にあたった。
いわゆる状況論（状況的認知論）のリーダーのひとりとして、佐伯胖や茂呂雄二らとともに国内外で活動した。

## 来歴・人物
1950年、北海道に生まれる。北海道大学教育学部を卒業後、東京大学大学院教育学研究科にて修士号および博士号を取得。1978年に、国立教育研究所（現在の国立教育政策研究所）初等中央教育研究部初等中等教育部研究官に着任し、同研究所で研究活動を展開する。その後、2003年に、武蔵工業大学（現在の東京都市大学）に着任し、後進の指導にあたった。 
1990年代に、ルーシー・サッチマンおよび、ジーン・レイヴ、レイ・マクダーモット、チャールズ・グッドウィンらとの交流を通して、状況的学習論を基軸とした研究者らのコミュニティを形成した。
2000年代には、活動理論、エスノメソドロジー、アクターネットワーク理論へとそのネットワークを拡張し、個人による知識や技能の獲得としてではなく、コミュニティのメンバーや人工物との関係を形成していく過程として「学習」を捉える視点を定着させた。この時期に研究コミュニティで行われた研究成果は、「状況論的アプローチ」シリーズにまとめられている。
上野は、2000年代後半から、Web2.0や、拡張現実（AR)といった新しい技術による社会的関係の再構築に関心を寄せ、制度的な組織やコミュニティを超えて広がる野火的活動(wildfire activities)や、資本主義的な商品経済の枠組みには収まりきらない労働の交換、知識の交換を自ら組織していった。また、このような一連の活動を通じて、状況的学習論の捉え直しを図っていった。
上野は、状況論(状況的認知論）を牽引するリーダーの一人として、国内外で活動を展開してきた。茂呂雄二は、1980年代以降の状況論の展開を「状況論的転回(1980年代)」「活動システム論(1990年代)」「社会物質的アレンジメント(2010年代）」「パフォーマンスへ」という4つの局面に分け、そのうち「社会物質的アレンジメント」の時代を象徴する研究者として上野を挙げている　。
また、上野の他界後、『Mind, Culture, Activity』誌で上野の追悼特集号が企画され、2017年4月に「上野直樹を忘れない(Remembering Naoki Ueno)」と題された特集号が公刊されたことも、上野の国外での活動に対する評価を示すものである。マイケル・コールと川床靖子が編者を務めるこの号には、西阪仰、ユーロ・エンゲストローム、レイ・マクダーモット、ルーシー・サッチマンらが寄稿を行っている。
上野は、2015年1月27日に急逝した。その逝去は突然のことであったようで、上野は逝去の前日にも大学院生への指導を行っていたといわれている。

## 著書
- 宮崎清孝・上野直樹『視点』東京大学出版会〈認知科学選書〉、1985年10月。 NCID BN00424385。
- 上野直樹『仕事の中での学習 : 状況論的アプローチ』 9巻、東京大学出版会〈人間の発達〉、1999年11月。ISBN 4130131095。
- 上野直樹・西阪仰『インタラクション : 人工知能と心』大修館書店、2000年4月。ISBN 4469212520。
- 上野直樹 編『状況のインタフェース』金子書房〈状況論的アプローチ〉、2001年10月。ISBN 4760892818。
- 上野直樹・土橋臣吾 編『科学技術実践のフィールドワーク : ハイブリッドのデザイン』せりか書房、2006年12月20日。ISBN 4796702768。
- 上野直樹・ソーヤーりえこ 編『文化と状況的学習 : 実践、言語、人工物へのアクセスのデザイン』（初版）凡人社、2006年10月7日。ISBN 4893586297。

## 論文等
- 上野直樹・三宅なほみ「理解における領域の拡大と深化」『教育心理学年報』第22号、日本教育心理学会、1983年3月30日、90-93頁、CRID 1543950420046883968。
- 上野直樹「事態についての生成的な概念:認知の発達のとらえ直し（「理解における領域の拡大と深化（II）」 : "わからない"から"わかる"への移行過程）」『教育心理学年報』第23号、日本教育心理学会、1984年3月30日、80-81頁、CRID 1542824520140074880。
- 上野直樹・塚野弘明・横山信文「変形に意味ある文脈における幼児の数の保存概念」『教育心理学研究』第34巻第2号、日本教育心理学会、1986年6月30日、94-103頁、doi:10.5926/jjep1953.34.2_94、CRID 1390282680436056448。
- 上野直樹・楠見孝「メタファーと意味」『心理学評論』第30巻第3号、心理学評論刊行会、1987年、281-303頁、doi:10.24602/sjpr.30.3_281、CRID 1390282763131311872。
- 上野直樹「劇場としてのメンタルモデル（Ⅱ：教授・学習過程におけるイメージ）」『教育心理学年報』第30巻第3号、日本教育心理学会、1987年3月30日、30-31頁、CRID 1543387470093535744。
- 上野直樹「行為としての知能 外側にある表象：状況的な認知としてのナヴィゲーション」『現代思想』第19巻第6号、青土社、1991年6月、88-103頁、CRID 1524232505603857920。
- 上野直樹「教育への状況論的アプローチ : 理論と学習環境のデザイン」『日本認知科学会「教育環境のデザイン」研究分科会研究報告』第1巻第1号、日本認知科学会「教育環境のデザイン」研究分科会、1994年、7-19頁、CRID 1574231873817899776。
- 上野直樹「学校文化の言語ゲーム：教育への状況論的アプローチ（上）」『児童心理』第48巻第2号、金子書房、1994年2月、275-279頁、CRID 1520573330712433664。
- 上野直樹「学校文化の言語ゲーム：教育への状況論的アプローチ（下）」『児童心理』第48巻第4号、金子書房、1994年3月、418-424頁、CRID 1520573330712433664。
- 上野直樹「アメリカにおける認知・学習への状況論的アプローチの流れに参加して」『認知科学』第2巻第3号、日本認知科学会、1995年、97-99頁、doi:10.11225/jcss.2.3_97、CRID 1520573330712433664。
- 上野直樹「アーティファクトの社会的構成：物理学の学習のための会話のデザイン」『日本認知科学会「教育環境のデザイン」研究分科会研究報告』第2巻第3号、日本認知科学会「教育環境のデザイン」研究分科会、1995年、39-45頁、CRID 1572824498934181888。
- 上野直樹「Engestrom講演会の紹介ワークプレイスにおける拡張による学習」『教育心理学年報』第35巻、日本教育心理学会、1995年、163-165頁、doi:10.5926/arepj1962.35.0_163、CRID 1390001205457782656。
- 上野直樹「協同的な活動を組織化するリソース」『認知科学』第3巻第2号、日本認知科学会、1996年、5-24頁、doi:10.11225/jcss.3.2_5、CRID 1390282679461220096。
- 上野直樹「状況的認知とギブソン」『月刊言語』第1巻第6号、大修館書店、1996年、CRID 1571698599687539968。
- 上野直樹「情報の生態系：環境に埋め込まれた情報とテクノロジー」『解説　武蔵工業大学環境情報学部情報メディアセンタージャーナル』第2号、武蔵工業大学環境情報学部情報メディアセンター、2001年4月、2-6頁、CRID 1520854806099670144。
- 上野直樹・田丸恵理子「情報エコロジーにもとづいたシステムのデザイン」『解説　武蔵工業大学環境情報学部情報メディアセンタージャーナル』第3号、武蔵工業大学環境情報学部情報メディアセンター、2002年4月、2-9頁、CRID 1523106605908051328。
- 上野直樹「日本語学習環境のデザイン：状況論的アプローチ」『AJALT』第27号、国際日本語普及協会、2004年、24-28頁、CRID 1523388080336478976。
- 中村雅子・上野直樹「ネットワーク指向のデザイン・アプローチの提案：情報システムの運用開発事例の分析か」『認知科学』第15巻第4号、日本認知科学会、2008年、627-643頁、doi:10.11225/jcss.15.627、CRID 1390001204482524544。
- 上野直樹「理論編 状況論によるワークプレイス研究：ハイブリッドなネットワークをたどる」『インターナショナルナーシングレビュー：国際看護師協会機関誌』第31巻第5号、日本看護協会出版会、30-33、627-643頁、CRID 1522543655495586688。
- 上野直樹「ICTによるニュータウンの街づくり拠点構築：web2.0技術の活用による地域情報の集約と地域活動の促進」『武蔵工業大学環境情報学部情報メディアセンタージャーナル』第9号、武蔵工業大学環境情報学部情報メディアセンター、2008年4月、6-12頁、CRID 1522825130935829504。
- 上野直樹・ソーヤーりえこ「実践共同体のマテリアリティと構造化された資源：状況的学習論の観点」『組織科学』第43巻第1号、特定非営利活動法人組織学会、2009年9月20日、6-19頁、CRID 1390856130155609216。
- 上野直樹・ソーヤーりえこ「Web2.0システムの開発事例におけるWeb技術の学習環境のデザインの分析 : 状況的学習論の適用と拡張」『日本教育工学会論文誌』第33巻第3号、日本教育工学会、2010年、263-275頁、doi:10.15077/jjet.kj00005982009、CRID 1390001205227333248。
- 上野直樹・中村雅子・ソーヤーりえこ「ICT によるニュータウンの街作り拠点構築：web2.0 技術の活用による地域情報の集約と地域活動の促進」『東京都市大学環境情報学部情報メディアセンタージャーナル』第11号、東京都市大学環境情報学部情報メディアセンター、2010年4月、6-17頁、CRID 1520853834679535360。
- 上野直樹「野火的活動におけるオブジェクト中心の社会性と交換形態」『発達心理学研究』第22巻第4号、一般社団法人日本発達心理学会、2011年、399-407頁、doi:10.11201/jjdp.22.399、CRID 1390282680718729856。
- 上野直樹・ソーヤーりえこ・茂呂雄二「社会‐技術的アレンジメントの再構築としての人工物のデザイン」『認知科学』第21巻第1号、日本認知科学会、2014年、173-186頁、doi:10.11225/jcss.21.173、CRID 1390282679459633920。